# 허영중
허영중(許永中, 1947년 2월 24일~)은 대한민국의 사업가이다.

## 생애
일본 오사카시 출신으로 부동산과 주식투자로 일본 지하경제의 거물로 성장한다. 1990년 중견상사인 이토만의 임원과 짜고 회사돈을 횡령, 일명 이토만 사건을 일으켜 그림 211점을 구매하는 등 회사에 엄청난 손해를 끼친다. 또한 일본 정관계 인사들에게 뇌물을 공여했다는 혐의를 받고 검찰 수사를 받고 구속된다.

## 같이 보기
- 이토만 사건
- 와타나베 미치오
- 규마 후미오
- 오자와 이치로